# فرودگاه شهری اسپرینگویل
فرودگاه شهری اسپرینگویل (به انگلیسی: Springerville Municipal Airport) یک فرودگاه همگانی بهره‌برداری هوایی است که یک باند فرود آسفالت دارد و طول باند آن ۲۵۶۷ متر است. این فرودگاه در کشور ایالات متحده آمریکا قرار دارد و در ارتفاع ۲۱۵۰ متری از سطح دریا واقع شده است.